# Gilwell Park

Gilwell Park est un terrain de camp et centre d'activité et de formation scouts de 44 hectares, situé en Angleterre, dans l'Epping Forest de Chingford, près de Londres. C'est l'un des quatre Centres d'activités scouts de la Scout Association du Royaume-Uni, qui regroupe encore la maison Baden-Powell, Downe et Youlbury.

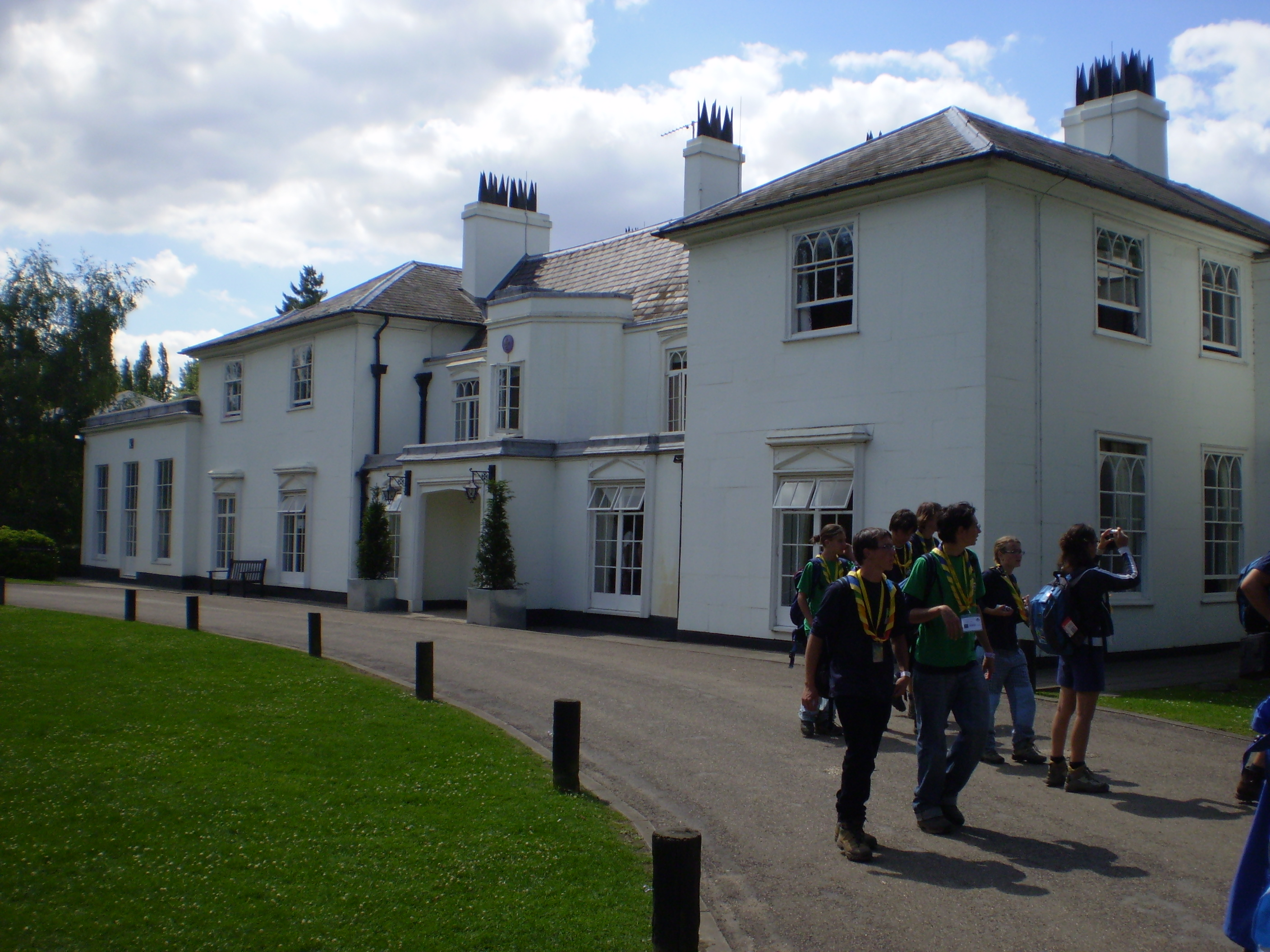
White House

Comme Brownsea Island et le centre scout international de Kandersteg, Gilwell Park est l'un des grands lieux du mouvement scout. Le site peut accueillir plus de 10 000 personnes. Il est composé de plusieurs terrains de camp, de bâtiments équipés et propose des activités pour toutes les branches du mouvement. Gilwell Park peut également être loué pour des activités autres que scoutes, telles que conférences ou mariages.

## Histoire
Le début de l'histoire de Gilwell Park remonte à 1407. John Crow possède alors Gyldiefords, le terrain qui deviendra Gilwell Park. Entre 1407 et 1422 Crow vend sa terre à Richard Rolfe qui renomme la zone en Gillrofles. À la suite de la mort de Rofles en 1422, la propriété est divisée et chaque section reçoit un nouveau nom, tel que Great Gilwell et Little Gilwell, d'après le mot Wella qui signifie printemps en vieil anglais. 
À cette époque, le terrain s'agrandit grâce à l'achat de 5,6 hectares par Richard Osborne. Ce dernier construit en 1442 un grand logement appelé Osborne Hall, bâtiment qui ne sera pas touché durant 300 ans. La légende veut que ce soit le roi Henri VIII d'Angleterre qui rachète la propriété avant de construire une loge de chasse pour son fils Édouard, mais aucune preuve ne garantit ce passage de l'histoire. Vers 1736, un brigand, Dick Turpin, utilise les forêts de Gilwell pour se cacher des autorités et y mener des guets-apens sur les convois de marchandises qui se rendent à Londres. 
En 1754, William Skrimshire acquiert Great Gilwell, Little Gilwell, et la moitié du domaine d'Osborne, Osborne Hall compris. Skrimshire démolit Osborne Hall pour y construire une nouvelle résidence, qu'il renomme Osborne Hall, mais tout le monde l'appelle désormais White House (la maison blanche). 
Leonard Tresilian (?-1792) rachète le domaine en 1771, l'agrandit grâce à d'autres achats, et agrandit également la résidence. Désireux que la propriété passe à sa fille aînée, Margaret (1750-1844), Tresilian définit un accord prénuptial détaillé avec le père du futur mari de sa fille. Lors de sa mort en 1792, Margaret est mariée à William Bassett Chinnery (1766-?), le frère aîné du peintre George Chinnery. Après avoir vécu trois ans à Londres, Margaret et William Chinnery s'installent à Gilwell en 1793, où ils choquent la population lorsqu'ils renomment Osborne Hall en Gilwell Hall. William Chinnery agrandit largement le domaine par de multiples achats durant quinze ans et, avec l'aide de sa femme, le transforme en y ajoutant jardins, promenades et statues. Plusieurs de ces modifications existent encore aujourd'hui. Pourtant, le 12 mars 1812, William est accusé d'avoir détourné une petite fortune au Trésor britannique où il travaille. Il est démis de ses fonctions et Margaret Chinnery est contrainte de vendre Gilwell au ministère des Finances le 2 juillet 1812. 
En 1815 lors d'une vente aux enchères, le domaine devient la propriété de Gilpin Gorst. Son fils le vend à Thomas Usborne en 1824. Ce dernier récupère les pierres d'origine du pont de Londres lors de son remplacement en 1826, et les érige derrière White House autour de Buffalo Lawn ("la pelouse du bison"). La propriété change encore plusieurs fois de propriétaire, mais par manque d'entretien, elle se délabre progressivement jusque vers 1900.

## Le domaine devient la propriété des scouts
L'état du domaine se détériore encore plus pendant les années 1910. William Frederick de Bois Maclaren, éditeur et commissaire scout de Rosneath à Dunbartonshire, en Écosse, est attristé, lors d'un voyage à Londres, de voir que les scouts d'East End n'ont pas de terrain approprié à leurs activités. Il contacte alors Robert Baden-Powell à ce sujet, qui nomme P.B Nevill, commissaire scout de l'East End de l'époque, pour s'occuper du dossier. Le 20 novembre 1918, lors d'un dîner à Roland House, la pension scoute de Stepney, Maclaren accepte de donner 7 000 £ pour l'achat d'un terrain approprié dans les forêts Hinault Forest et Epping Forest, mais, malgré les recherches effectuées, les scouts de la région ne trouvent rien qui leur convienne. C'est un jeune chef scout adjoint, John Gayger, qui suggère alors Gilwell Hall, un endroit où il se rend fréquemment pour y observer les oiseaux. Nevill visite le lieu et, impressionné malgré l'état des bâtiments, achète le domaine début 1919 pour le compte de la Boy Scout Association, et pour le montant exact de la somme dont Maclaren a fait don.
Nevill y emmène ses scouts pour la première fois le Jeudi Saint 17 avril 1919 dans le but d'entamer les rénovations. Ne pouvant dormir dans les tentes car la terre est beaucoup trop humide, ils dorment dans le hangar du jardinier qu'ils baptisent la porcherie. Maclaren leur rend souvent visite et les aide à remettre l'endroit en état. Éperdument épris du domaine, il fait un nouveau don de 3 000 £ à l'association. Son but était d'offrir un terrain de camp aux scouts, mais Baden-Powell envisage rapidement de transformer le lieu en un centre de formation pour scouts.
Francis Gidney devient le premier chef de camp en mai 1919. L'ouverture officielle du centre est prévue pour le 19 juin de la même année, mais elle est retardée au samedi 26 juin pour permettre aux scouts de participer au festival officiel de paix commémorant la fin de la Première Guerre mondiale.
Des transformations et des constructions importantes sont faites l'année suivante, mais peu d'améliorations sont apportées durant les années 1930, en raison des fonds limités à cause de la grande dépression. De 1940 à 1945, le centre est réquisitionné par le ministère de la guerre comme centre local de commandement, de formation et d'artillerie. Il y reste très peu de choses après la guerre, mis à part Bomb Hole ("le trou de la bombe"), un cratère dans le sol créé par une bombe aérienne larguée par la Luftwaffe. Ce cratère a été depuis élargi à maintes reprises et est maintenant utilisé pour la natation et le canoë. Juste après la guerre, la Boy Scout Association rachète plusieurs terrains alentour afin d'agrandir la taille du domaine et le protéger ainsi de l'implantation rapide de l'industrie alors en pleine expansion. Ces zones prennent les noms de The Quick (le rapide), New Field (nouveau champ) et Hilly Field (champ accidenté). Un achat supplémentaire et une donation d'Afrique du Sud au début des années 1950 amène le domaine à sa taille actuelle. C'est le début d'une ère d'extension des équipements pour camper, ère qui durera jusqu'au début des années 1960. Les équipements nécessaires à la formation et au logement des scouts sont ajoutés au début des années 1970.
Durant les années 1970, deux bâtiments clés et populaires sont construits : le Dorothy Hugues Pack Holiday Centre, abrégé PHC (centre de vacances de Dorothy Hughes) pour les Cub Scouts (les tout jeunes), et le Colquhoun International Centre (centre international de Colquhoun) pour la formation, à l'origine appelé The International Hall of Friendship (le hall international de l'amitié). Les années 1980 voient l'association déplacer son personnel gérant les activités de Londres à Gilwell Park, où le personnel gérant la formation a déjà été relocalisé. Des rénovations étendues sont faites à la Maison Blanche et à d'autres bâtiments. Depuis lors, les programmes et les équipements ne cessent de s'améliorer.

## Logements
Gilwell Park a un certain nombre de logements pour accueillir des campements scouts, des conférences, et des activités relatives au scoutisme. 
- Le centre de vacances Dorothy Hughes (PHC) est réservé pour les jeunes, dispose de 40 lits, a le chauffage central et une grande cuisine. Le PHC n'est construit qu'avec des morceaux de bois qui s'encastrent les uns dans les autres, et, à l'origine, sans aucun clou dans l'armature. Il est souvent réservé deux ans à l'avance. La cuisine se trouve dans un abri séparé où l'on peut faire un feu ouvert.
- Branchet lodge a 56 lits dans des suites, avec ses propres équipements de cuisine et son propre réfectoire.
- Storm Hut est un grand hall, prévu pour les activités et les jeux. Il a été déplacé du Pays de Galles au parc de Gilwell par camions.

Les bâtiments ci-dessus peuvent tous être loués par des groupes.
- Lid (couvercle) est un bâtiment de la taille d'une grange qui ne peut pas être loué, mais est utilisé pour la danse, des expositions et les services religieux. Son nom vient du fait qu'à l'origine, le bâtiment n'avait qu'un simple toit et aucun mur.

## Activités
Gilwell Park peut accueillir des conférences à l'extérieur et à l'intérieur, propose des cours de formation, un éventail d'activités scoutes, et des événements ayant ou non un lien avec le scoutisme. Ceux-ci incluent réceptions, mariages et enterrements. Les conférences sont généralement présentées à la Maison Blanche ou au Colguhoun International Centre (CIC), les deux bâtiments étant équipés de systèmes audio-visuels et informatiques récents. Le CIC possède un grand hall central, cinq salles de séminaire ainsi que six salles de cours.

### Activités en plein air
Les activités en plein air proposées par Gilwell Park sont les suivantes : camping, formations de responsables, tyrolienne, course dans les arbres, tir à l'arc, karting à pédales, ski sur herbe, canoë, tir au fusil, empilement de caisse, escalade, radeau, équitation, travail en équipe, course d'orientation, excursions diverses, photographie, course d'obstacles, aéroball.

### Formation des chefs
Plusieurs cours de formation pour les responsables sont proposés à Gilwell Park, le plus important étant celui Wood Badge. Francis Gidney, premier chef de camp, mena le premier cours Wood Badge à Gilwell Park en septembre 1919. Gilwell Park devint ainsi le lieu de rassemblement du scoutisme pour la formation. Des chefs du monde entiers participèrent à ce premier cours, formant le 1st Gilwell Park Scout Group (Gilwell Troop 1). L'on appelle généralement ces chefs Wood Badgers ou Gilwellians. Le lieu où se rassemblent ces derniers est appelé Gilwell Field'. Les membres du 1st Gilwell Park Scout Group se retrouvent chaque année à Gilwell Park, le premier weekend de septembre, à la Gilwell Reunion.

## Attractions
Plusieurs choses méritent d'être vues à Gilwell Park : le Gilwell Museum, le magasin de souvenirs, un hôpital ne fonctionnant que grâce à des volontaires, plusieurs autres bâtiments de dimensions plus modestes, des lieux d'adoration bouddhistes, catholiques, interdenominationaux, juifs, des jardins, des promenades et des statues. S'y trouve également un buste de Baden-Powell, offert par les scouts de Mexico en 1968, après les Jeux olympiques d'été de 1968.